# Liga Nacional de Guatemala 1978
La Liga Nacional de Guatemala 1978 es el vigésimo séptimo torneo de Liga de fútbol de Guatemala. El campeón del torneo fue el Aurora, consiguiendo su quinto título de liga.

## Formato
Los 18 equipos se dividen en 3 grupos según su región.
De cada uno de los 6 grupos, 4 equipos calificarán a la fase final: una liguilla de 6 equipos en la que el club que salga campeón se quedará con el título nacional.

## Equipos participantes
| Club                | Ciudad              | Departamento   |
| ------------------- | ------------------- | -------------- |
| Deportivo Amatitlán | Amatitlán           | Guatemala      |
| Antigua Guatemala   | Antigua Guatemala   | Sacatepéquez   |
| Aurora              | Ciudad de Guatemala | Guatemala      |
| Caminos             | Chiquimula          | Chiquimula     |
| Cobán Imperial      | Cobán               | Alta Verapaz   |
| Comunicaciones      | Ciudad de Guatemala | Guatemala      |
| Deportivo Escuintla | Escuintla           | Escuintla      |
| Galcasa             | Villa Nueva         | Guatemala      |
| JUCA                | Puerto Barrios      | Izabal         |
| Juventud Retalteca  | Retalhuleu          | Retalhuleu     |
| Municipal           | Ciudad de Guatemala | Guatemala      |
| Pensamiento         | Jalpatagua          | Jutiapa        |
| Suchitepéquez       | Mazatenango         | Suchitepéquez  |
| Tipografía Nacional | Ciudad de Guatemala | Guatemala      |
| Tiquisate           | Tiquisate           | Escuintla      |
| Universidad         | Ciudad de Guatemala | Guatemala      |
| Xelajú MC           | Quetzaltenango      | Quetzaltenango |
| Zacapa              | Zacapa              | Zacapa         |

### Equipos por Departamento
| Departamento   | N.º | Equipos                                                                                            |
| -------------- | --- | -------------------------------------------------------------------------------------------------- |
| Alta Verapaz   | 1   | Cobán Imperial                                                                                     |
| Chiquimula     | 1   | Caminos                                                                                            |
| Escuintla      | 2   | Deportivo Escuintla, Tiquisate.                                                                    |
| Guatemala      | 7   | Deportivo Amatitlán, Aurora, Comunicaciones, Galcasa, Municipal, Tipografía Nacional, Universidad. |
| Izabal         | 1   | JUCA                                                                                               |
| Jutiapa        | 1   | Pensamiento                                                                                        |
| Quetzaltenango | 1   | Xelajú MC.                                                                                         |
| Retalhuleu     | 1   | Juventud Retalteca                                                                                 |
| Sacatepéquez   | 1   | Antigua GFC                                                                                        |
| Suchitepéquez  | 1   | Suchitepéquez                                                                                      |
| Zacapa         | 1   | Zacapa                                                                                             |

## Primera fase

### Grupo central
|  | Pos. | Equipos                   | PJ | PG | PE | PP | GF | GC | Dif. | PTS | Clasificación |
|  | ---- | ------------------------- | -- | -- | -- | -- | -- | -- | ---- | --- | ------------- |
|  | 1º   | Comunicaciones            | 10 | 7  | 1  | 2  | 21 | 8  | +13  | 15  | Fase final    |
|  | 2º   | Galcasa                   | 10 | 4  | 3  | 3  | 13 | 9  | +4   | 11  | Fase final    |
|  | 3º   | Amatitlán                 | 10 | 4  | 3  | 3  | 10 | 8  | +2   | 11  | Fase final    |
|  | 4º   | Tipografía Nacional       | 10 | 5  | 0  | 5  | 9  | 11 | -2   | 10  | Fase final    |
|  | 5º   | Universidad de San Carlos | 10 | 3  | 3  | 4  | 12 | 13 | -1   | 9   | Descenso      |
|  | 6°   | Antigua Guatemala         | 10 | 1  | 2  | 7  | 8  | 24 | -16  | 4   | Descenso      |
|  |      |                           |    |    |    |    |    |    |      |     |               |

### Grupo suroeste
|  | Pos. | Equipos            | PJ | PG | PE | PP | GF | GC | Dif. | PTS | Clasificación                       |
|  | ---- | ------------------ | -- | -- | -- | -- | -- | -- | ---- | --- | ----------------------------------- |
|  | 1º   | Aurora             | 10 | 6  | 2  | 2  | 20 | 11 | +9   | 14  | Fase final                          |
|  | 2º   | Juventud Retalteca | 10 | 4  | 3  | 3  | 26 | 14 | +12  | 11  | Fase final                          |
|  | 3º   | Suchitepéquez      | 10 | 3  | 5  | 2  | 12 | 11 | +1   | 11  | Fase final                          |
|  | 4º   | Tiquisate          | 10 | 4  | 3  | 3  | 14 | 15 | -1   | 11  | Fase final                          |
|  | 5º   | Xelajú MC          | 10 | 3  | 4  | 3  | 11 | 10 | +1   | 10  | Permanece en Liga Nacional Descenso |
|  | 6°   | Escuintla          | 10 | 1  | 1  | 8  | 3  | 25 | -22  | 3   | Permanece en Liga Nacional Descenso |
|  |      |                    |    |    |    |    |    |    |      |     |                                     |

### Grupo noreste
|  | Pos. | Equipos           | PJ | PG | PE | PP | GF | GC  | Dif. | PTS | Clasificación |
|  | ---- | ----------------- | -- | -- | -- | -- | -- | --- | ---- | --- | ------------- |
|  | 1º   | Cobán Imperial    | 10 | 8  | 2  | 0  | 18 | 2   | +16  | 18  | Fase final    |
|  | 2º   | Municipal         | 10 | 4  | 6  | 0  | 16 | 7   | +9   | 14  | Fase final    |
|  | 3º   | Caminos           | 10 | 4  | 2  | 4  | 12 | 12  | 0    | 10  | Fase final    |
|  | 4º   | Zacapa            | 10 | 2  | 4  | 4  | 5  | 10  | 8    | 8   | Fase final    |
|  | 5º   | Juventud Católica | 10 | 2  | 3  | 5  | 14 | 19  | 7    | 7   | Descenso      |
|  | 6°   | Pensamiento       | 10 | 1  | 1  | 8  | 24 | +15 | 3    | 3   | Descenso      |
|  |      |                   |    |    |    |    |    |     |      |     |               |

## Fase final
|  | Pos. | Equipos               | PJ | PG | PE | PP | GF | GC | Dif. | PTS | Clasificación                                          |
|  | ---- | --------------------- | -- | -- | -- | -- | -- | -- | ---- | --- | ------------------------------------------------------ |
|  | 1º   | Aurora                | 22 | 11 | 10 | 1  | 29 | 9  | +20  | 32  | Copa Fraternidad Centroamericana 1979 - Fase de grupos |
|  | 2º   | Comunicaciones        | 22 | 10 | 9  | 3  | 42 | 24 | +18  | 29  | Copa Fraternidad Centroamericana 1979 - Fase de grupos |
|  | 3º   | Cobán Imperial        | 22 | 11 | 7  | 4  | 29 | 15 | +14  | 29  | Copa Fraternidad Centroamericana 1979 - Fase de grupos |
|  | 4º   | Municipal             | 22 | 11 | 6  | 5  | 30 | 17 | +13  | 28  | Copa Fraternidad Centroamericana 1979 - Fase de grupos |
|  | 5º   | Juventud Retalteca    | 22 | 8  | 12 | y  | 29 | 18 | +9   | 28  |                                                        |
|  | 6º   | Caminos               | 22 | 10 | 3  | 9  | 24 | 30 | -6   | 23  |                                                        |
|  | 7º   | Galcasa               | 22 | 7  | 7  | 8  | 22 | 26 | -4   | 21  |                                                        |
|  | 8º   | Tiquisate             | 22 | 8  | 5  | 9  | 28 | 35 | -7   | 21  |                                                        |
|  | 9°   | Suchitepéquez         | 22 | 4  | 9  | 9  | 21 | 31 | -10  | 17  |                                                        |
|  | 10º  | Finanzas Industriales | 22 | 5  | 4  | 13 | 19 | 35 | -16  | 14  |                                                        |
|  | 11°  | Tipografía Nacional   | 22 | 4  | 4  | 14 | 17 | 32 | -15  | 12  |                                                        |
|  | 12°  | Zacapa                | 22 | 3  | 4  | 15 | 12 | 30 | -18  | 10  | Descenso                                               |
|  |      |                       |    |    |    |    |    |    |      |     |                                                        |

## Campeón
| Campeón Temporada 1978 |
| Aurora 5º Título       |
| ---------------------- |